# Daniel Chávez
Daniel Chávez Castillo (n. 8 ianuarie 1988, Callao) este un fotbalist peruan, care evoluează în prezent în Liga I la clubul FC Oțelul Galați.